# Église Saint-Antoine-de-Padoue d'Istanbul
Pour les articles homonymes, voir Église Saint-Antoine-de-Padoue.
L’église Saint-Antoine-de-Padoue, également connue sous le nom de Sent Antuan Bazilikası ou église Sant'Antonio di Padova, S. Antonio di Padova, Saint-Antoine, ou localement sous le nom de Sent Antuan, est une basilique et la plus grande église de l'Église catholique romaine à Istanbul, en Turquie. Elle est située au n° 171 de l'avenue İstiklal dans le quartier de Beyoğlu.
Avec la cathédrale du Saint-Esprit (1846) du quartier Harbiye, les églises Saint-Louis-des-Français (1581) et Sainte-Marie Draperis à Beyoğlu, Saint-Pierre-et-Saint-Paul (1841) à Galata, l'église de l'Assomption à Kadıköy, et Saint-Étienne à Yeşilköy, Saint-Antoine-de-Padoue est l'une des églises catholiques les plus importantes d'Istanbul, et parmi elles a la plus grande communauté de fidèles assistant aux messes.

## Histoire
L'église originelle de Saint-Antoine-de-Padoue a été construite en 1725 par la communauté italienne locale d'Istanbul, mais a ensuite été démolie et remplacée par le bâtiment actuel qui a été construit au même endroit. L'actuelle église avec ses bâtiments adjacents (connus sous le nom de St.Antoine Apartmanları) sur l'avenue İstiklal, a été construit entre 1906 et 1912 en style néo-gothique vénitien, et a également été édifiée par la communauté italienne locale de la ville, principalement d'origine génoise et vénitienne, qui comptait 40 000 habitants au tournant du XXe siècle. Le bâtiment a été conçu par l'architecte levantin Istanbulite Giulio Mongeri, qui a également conçu de nombreux autres bâtiments importants à Istanbul et à Ankara ; comme le Maçka Palas à Nişantaşı et le bâtiment de la banque de style néo-byzantin Karaköy Palas à Karaköy (Galata) à Istanbul ; ainsi que le premier siège social de Türkiye İş Bankası à Ankara.
L'église est considérée comme une basilique mineure et est dirigée par des prêtres italiens. La messe du samedi en anglais commence à 19h00; la messe du dimanche en italien est à 11h30, en polonais à 11h30 (dans l'église inférieure), en anglais à 10h00 et à 19h00 en turc; et la messe du mardi en turc commence à 11h00. Les messes en semaine sont en anglais à 8h00 et en turc à 19h00.
C'était l'une des trois paroisses levantines de Beyoglu, avec l'église Sainte-Marie-Draperis, en aval sur la même l'avenue Istiklal et dirigé par des franciscains d'un autre ordre, l'Ordre des Frères mineurs, et Saints-Pierre-et-Paul à Galata.

## Événements
Le pape Jean XXIII a prêché dans cette église pendant 10 ans, alors qu'il était nonce apostolique en Turquie avant d'être élu pape. Il est connu en Turquie sous le surnom de « Pape turc » en raison de son turc courant et de son amour souvent exprimé pour la Turquie et la ville d'Istanbul.

### Affaire de tentative de vente frauduleuse de l'église
En 2020, une tentative de vente frauduleuse de l'église a été déjouée. Un gang dirigé par Sebahattin Gök a falsifié des documents pour se faire passer pour les héritiers légitimes de la propriété, en exploitant des lacunes administratives. L'organisation ciblait des biens immobiliers appartenant à des étrangers, notamment des Grecs, Arméniens, Juifs, Italiens et Français, en fabriquant de faux certificats d'héritage et procurations. Grâce à l'intervention des autorités ecclésiastiques et à une enquête du parquet d'Istanbul, la vente a été bloquée et 14 membres du gang ont été arrêtés. Gök, accusé de falsification de documents et d'escroquerie aggravée, risque jusqu'à 285 ans de prison,.

## Galerie

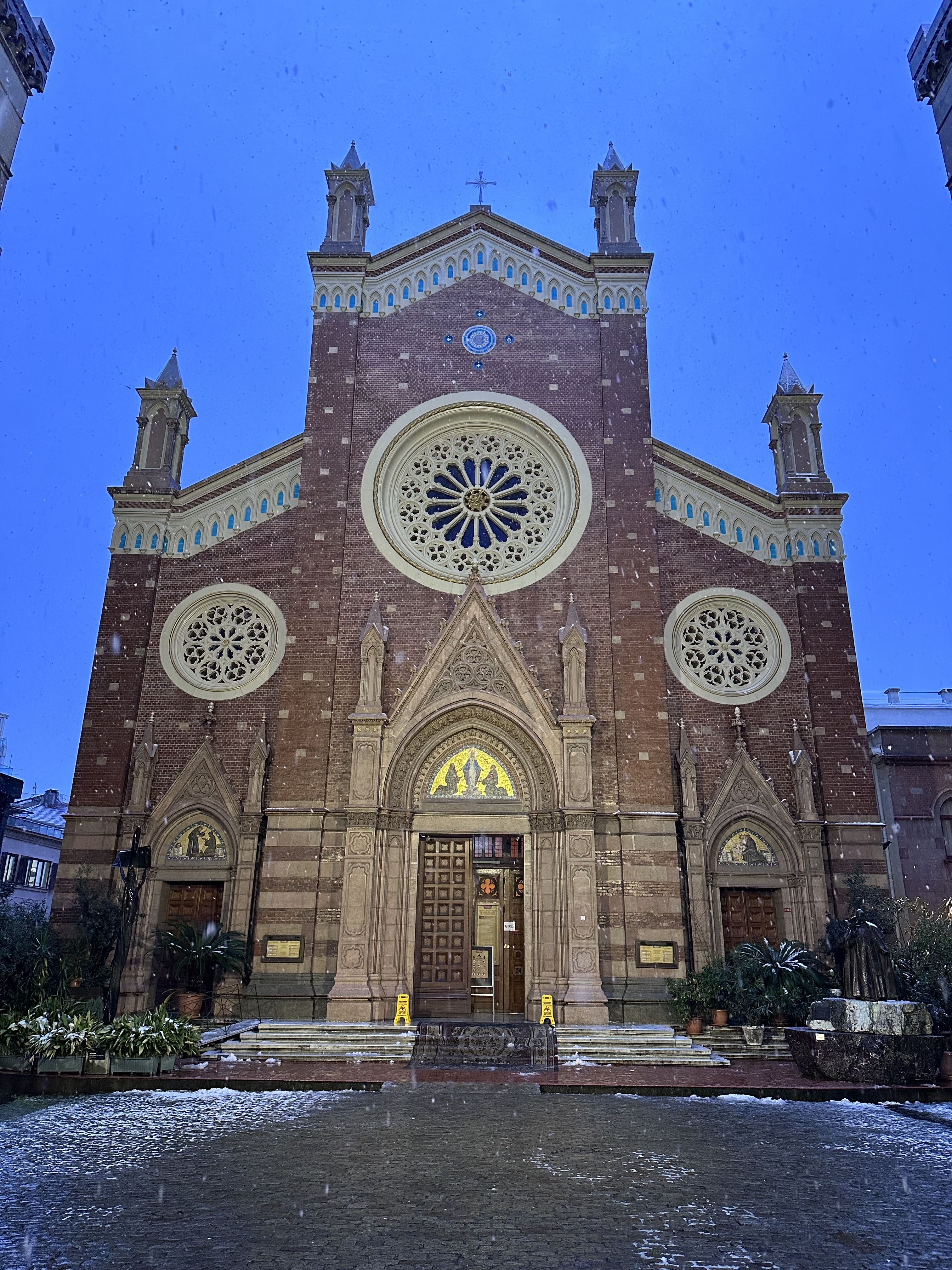
Église Saint-Antoine en 2025
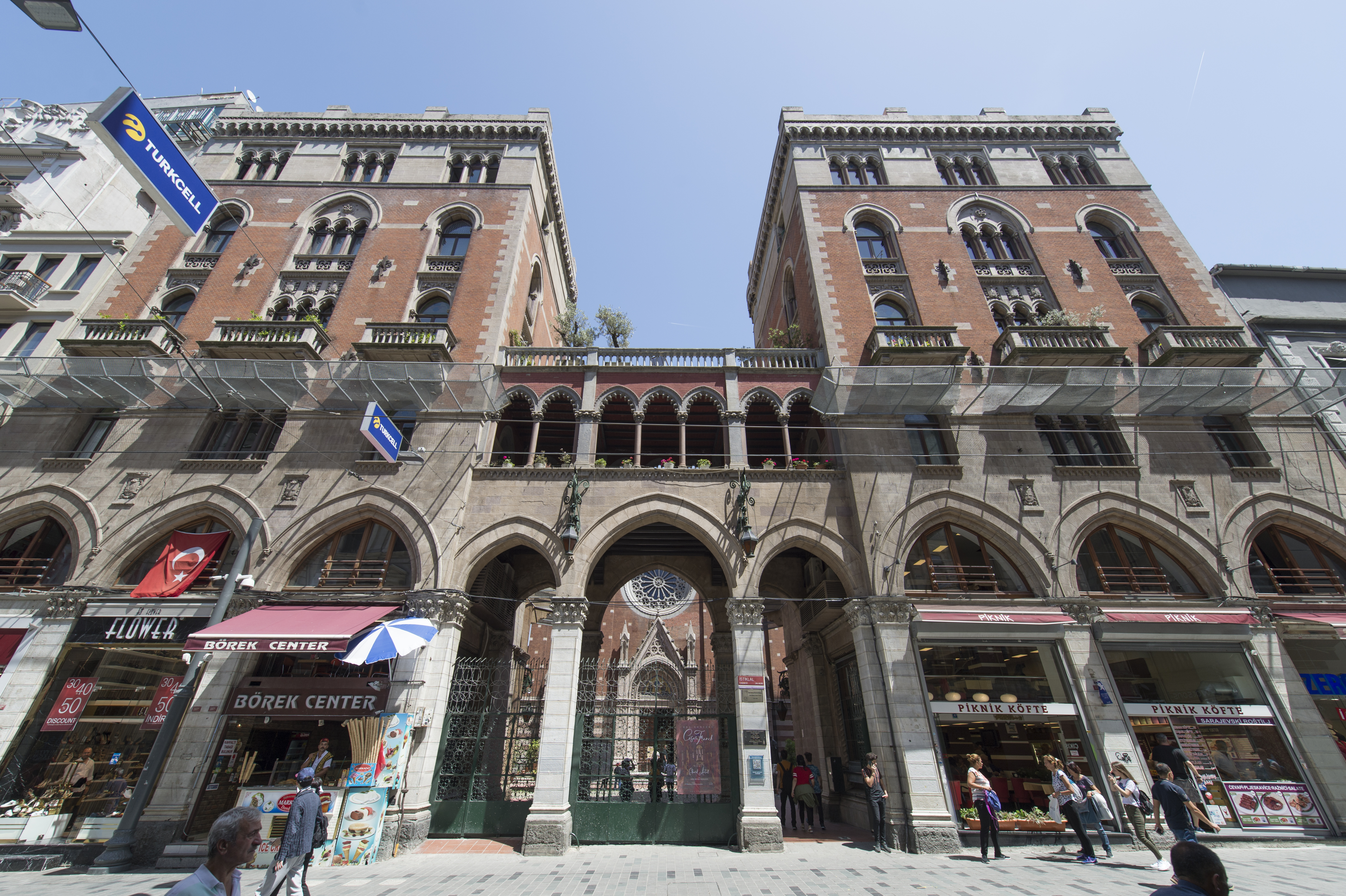
Partie avant du complexe depuis l'Avenue İstiklal
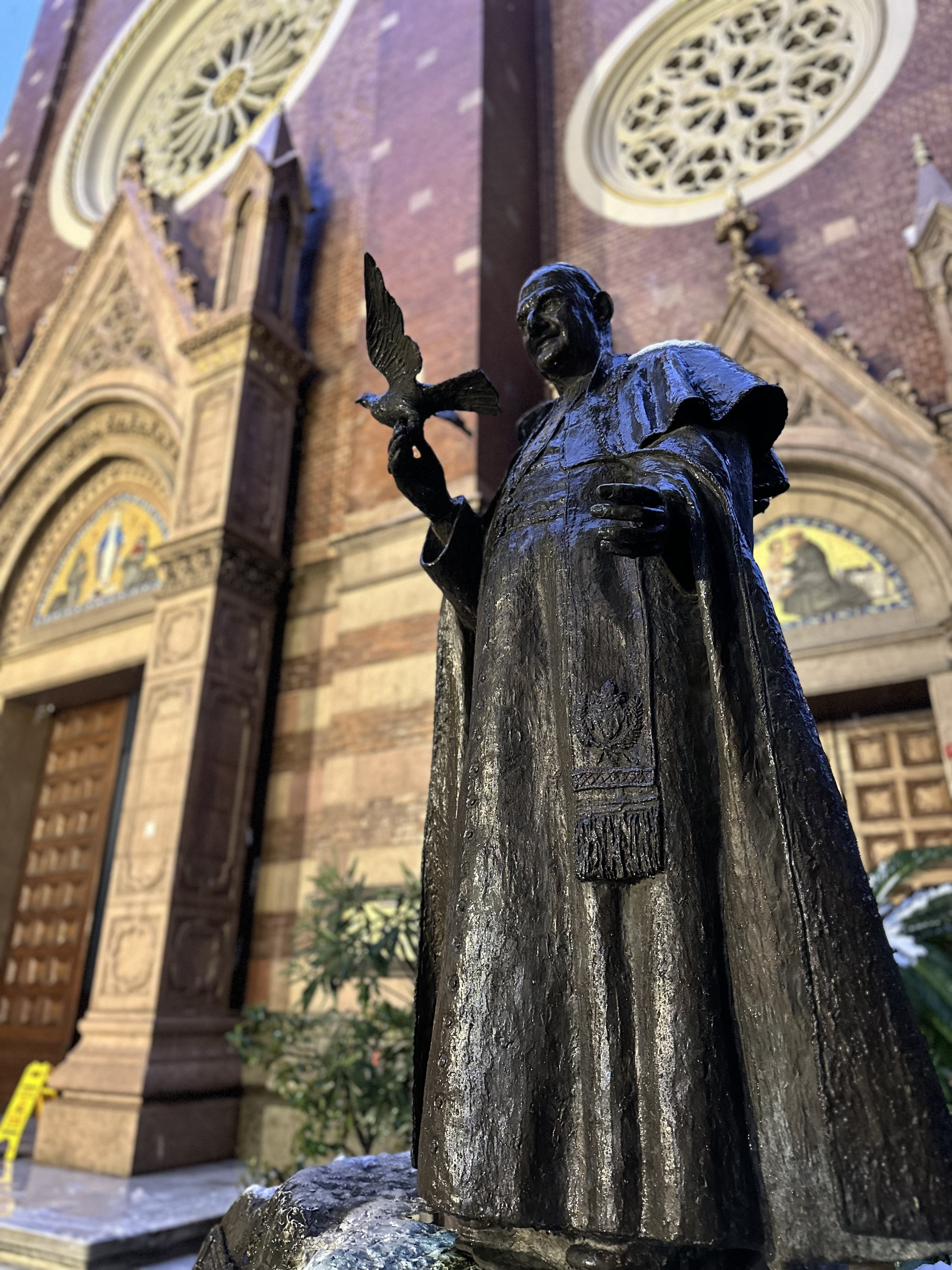
Statue du Pape Jean XXIII devant l'Eglise
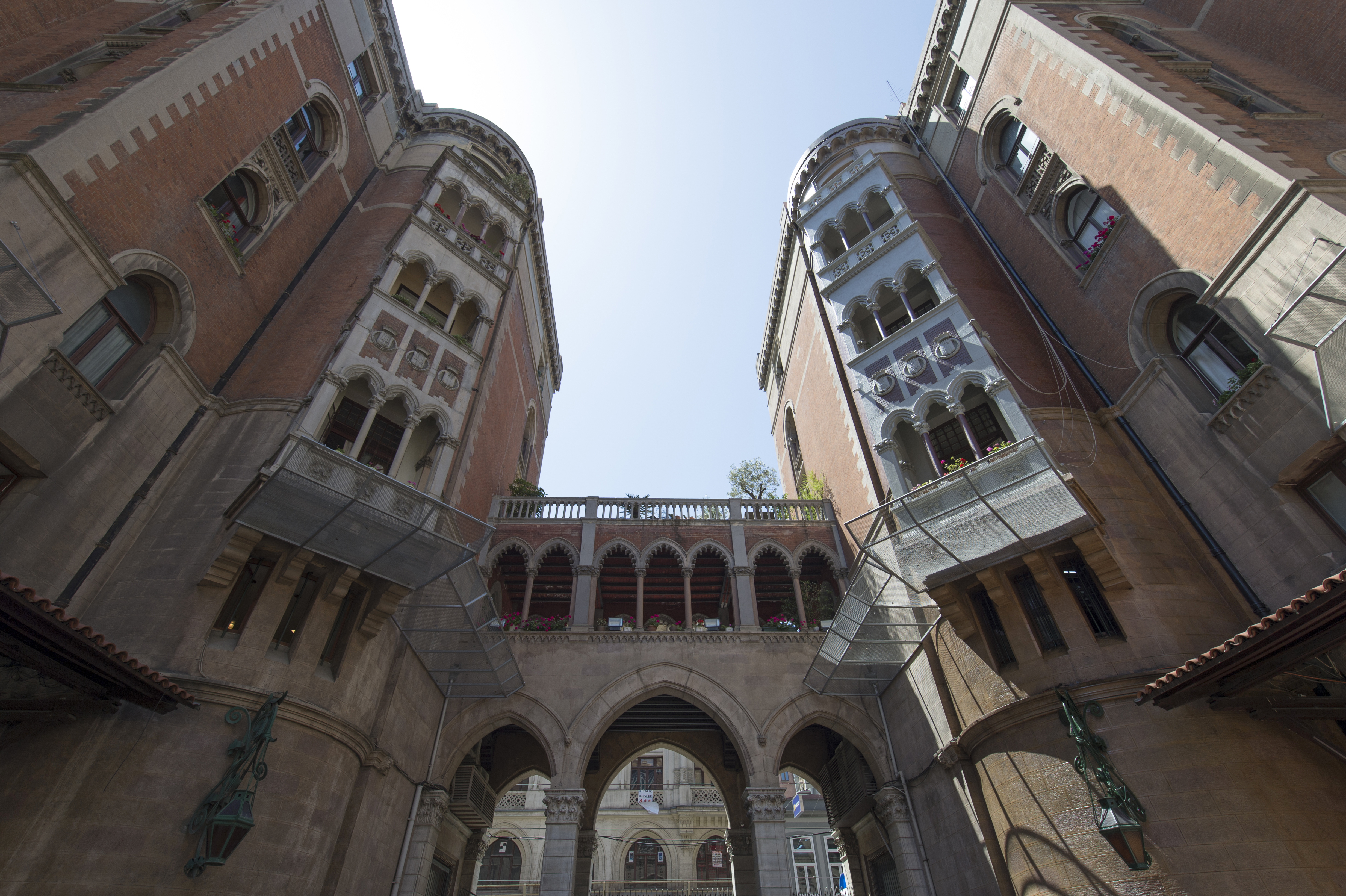
Arrière du complexe
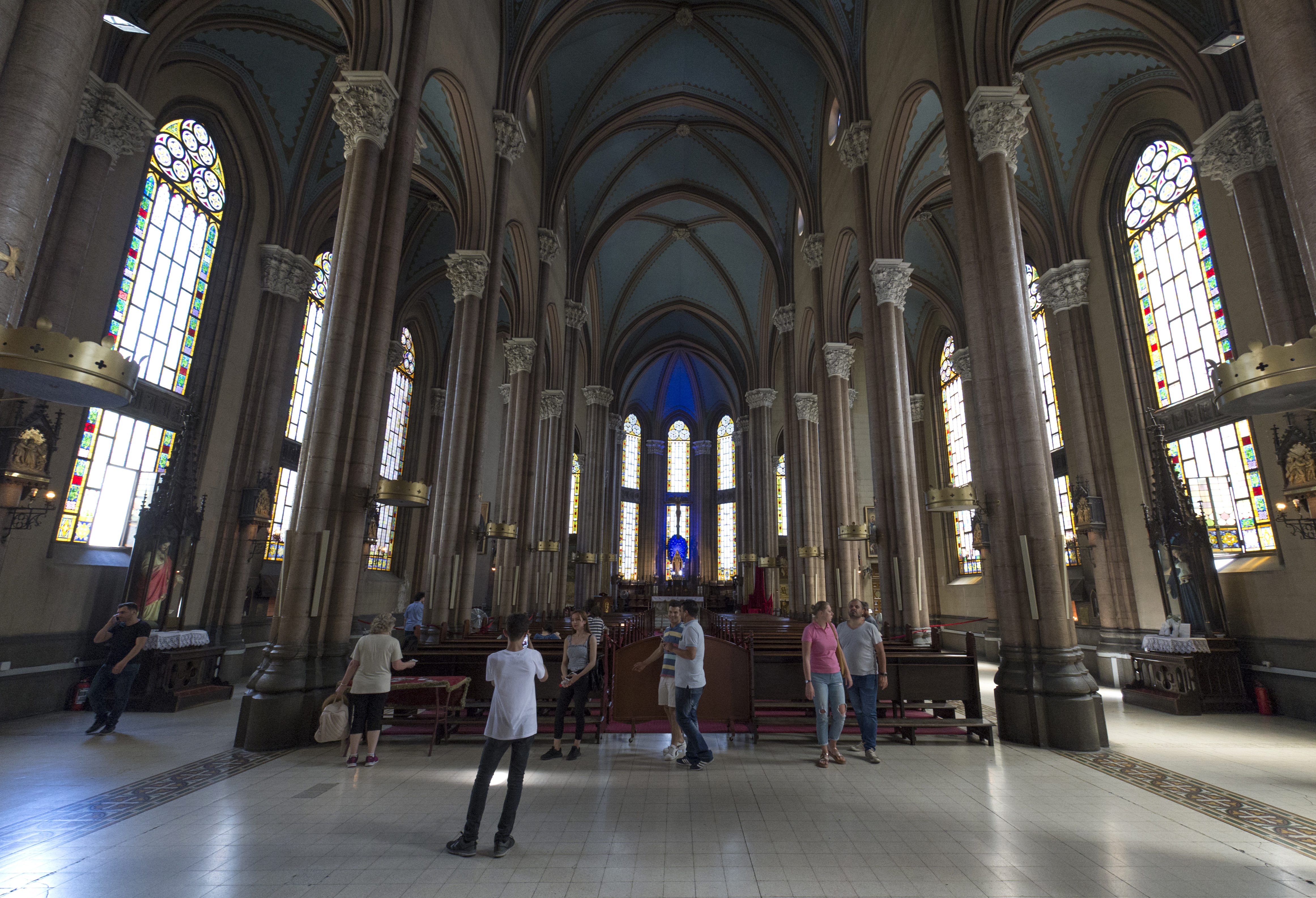
Intérieur
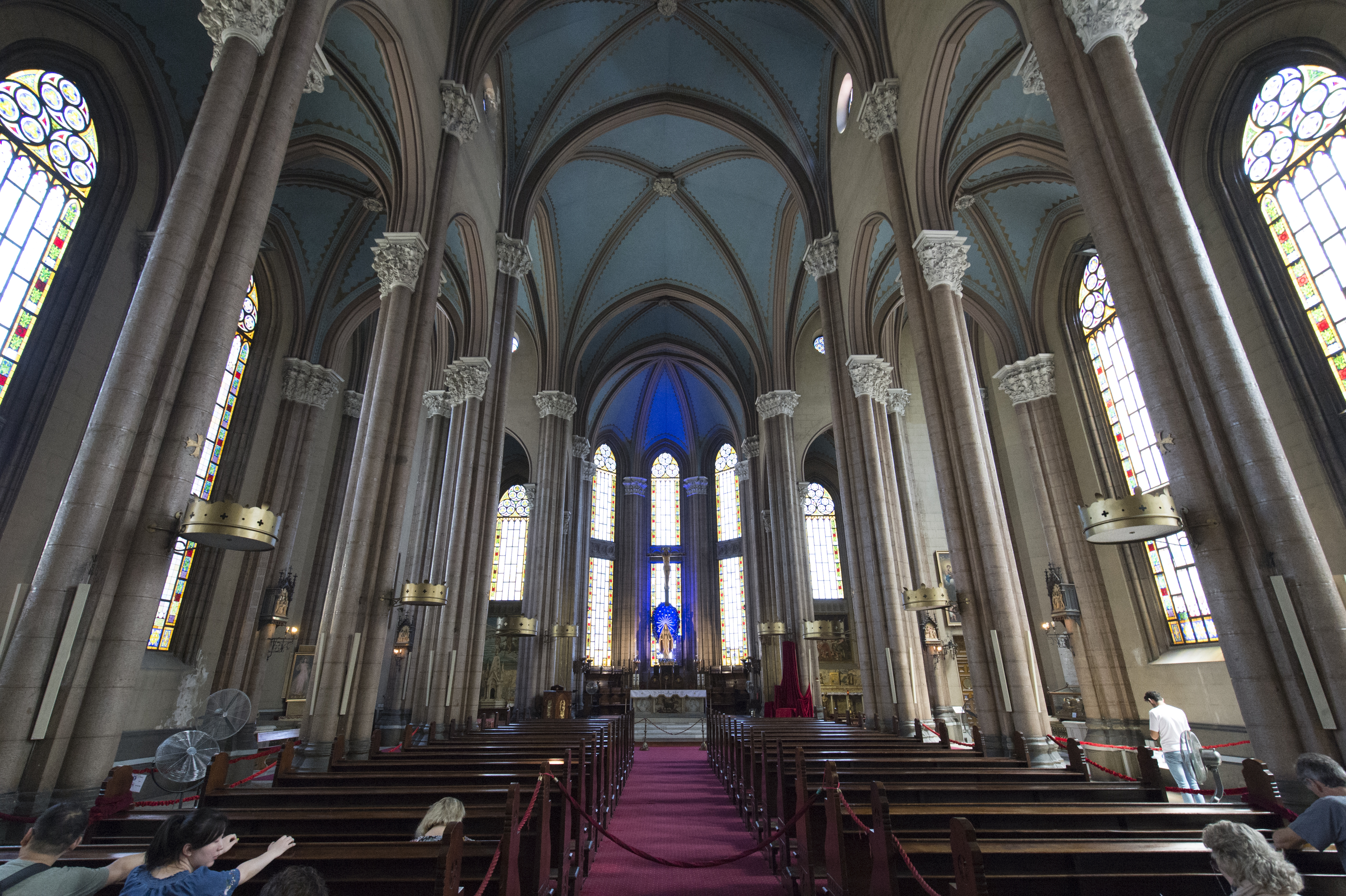
Intérieur
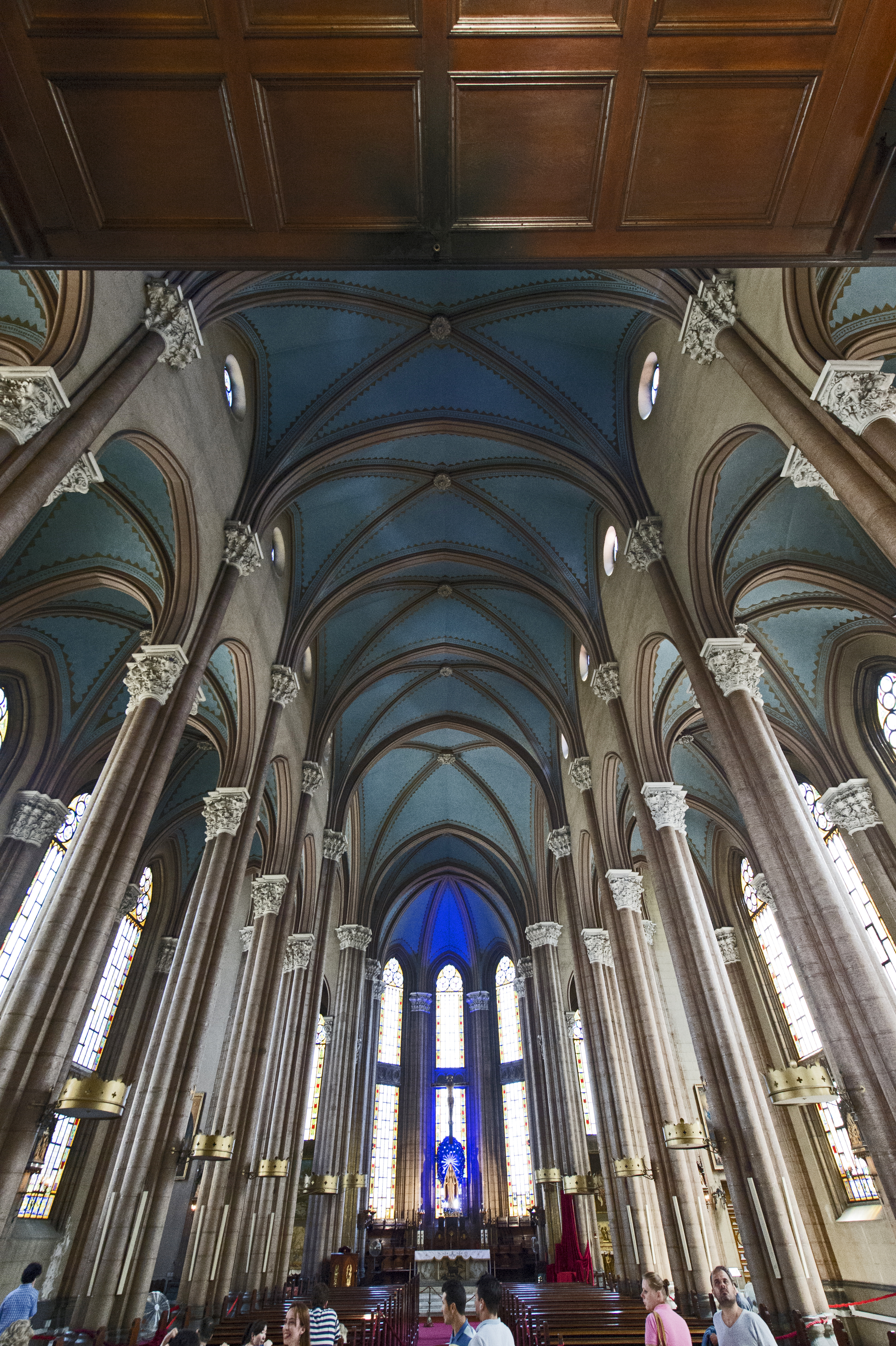
Intérieur
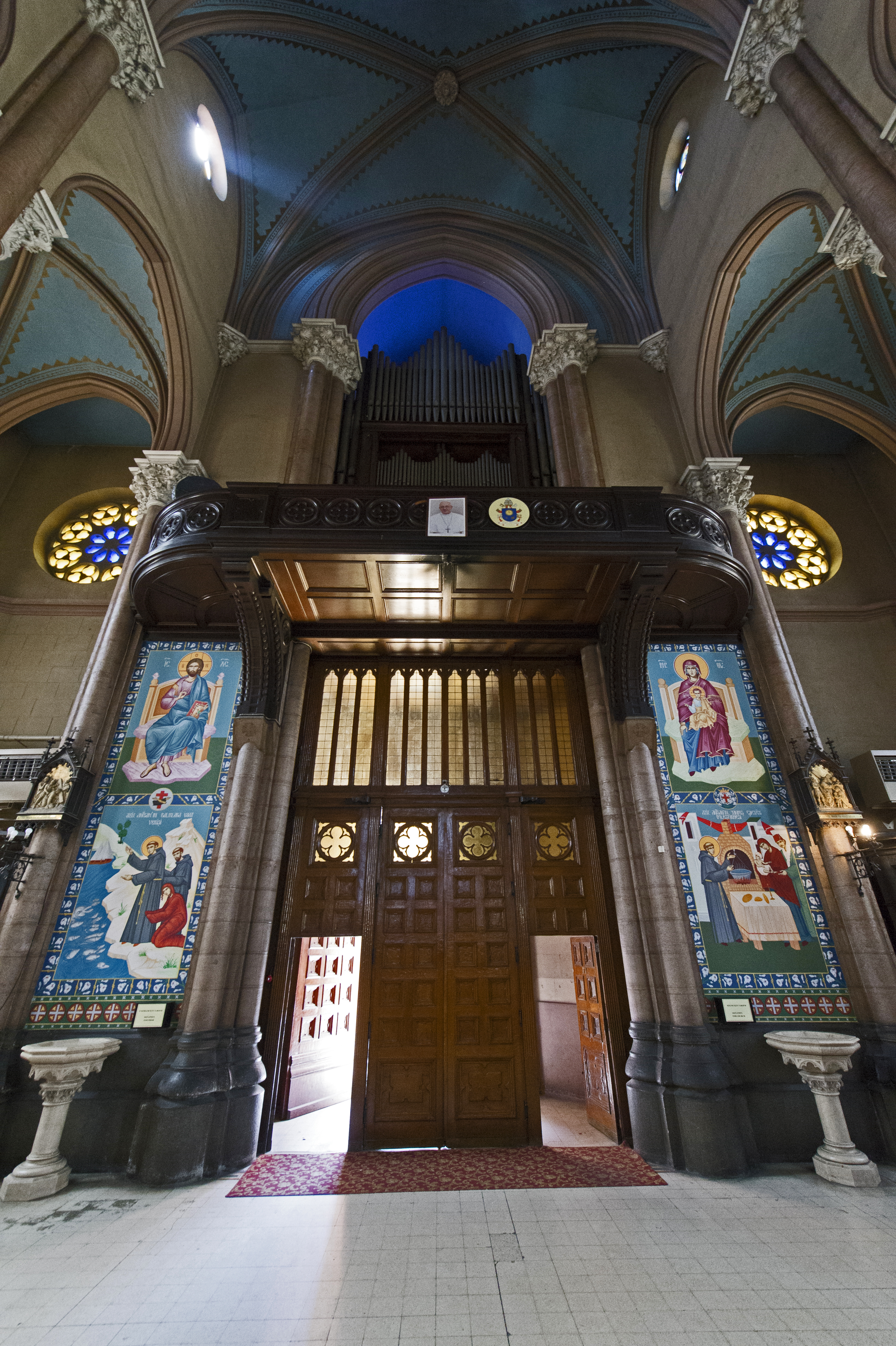
Entrée de l'intérieur de l'église Saint-Antoine-de-Padoue

## Remarques
1. ↑  Basilique Saint Antoine de Padoue, Istanbul, Turquie, GCatholic.org. Retrieved 2011-03-16
2. ↑  (tr) « Ülke ülke gezip mirasçılarını buldu Sent Antuan Kilisesi’ni satışa çıkardı », www.sozcu.com.tr (consulté le 27 février 2020)
3. ↑  www.sabah.com.tr